# Donskoi (Rostov)
|  | Per a altres significats, vegeu «Donskoi». |

Donskoi (en rus: Донской) és un poble (un khútor) de l'óblast de Rostov, a Rússia, segons el cens rus del 2010 tenia 1.622 habitants. Pertany al districte de Zernograd.